# Ston
Ston je naselje in pristanišče na začetku polotoku Pelješac, ki leži ob severozahodnem koncu Stonskega zaliva (Stonski kanal), na hrvaški obali Jadrana; je središče občine Ston (2494 prebivalcev po popisu 2021), ki spada v Dubrovniško-neretvansko županijo.
Ston, tudi Ston Veli, je bil v preteklosti najbolj poznan po solinah in obali, ki je zelo primerna za kopanje, predvsem tisti v zalivu Prapretna. Tako Ston, kot tudi Mali Ston so ustanovili Dubrovčani, takoj ko so leta 1333 zavladali Pelješacu. Obe naselji so utrdili in ju povezali s sistemom obrambnih zidov, enim največjih fortifikacijskih objektov na vzhodni obali Jadrana. Naselje je bilo obzidano s 7500 m dolgim obzidjem, razporejenim v nepravilni petkotnik z močnimi utrdbami na vogalih. Od severovzahodnega vogala se obzidje dviga proti hribu Pozvizd, kjer se spoji s trdnjavo istega imena. Od severovzhodnega vogala mestnega obzidja pa se obrambni zid nadaljuje proti Malemu Stonu. Na jugozahodnem vogalu obzidja stoji največja in najmočnejša Stonska trdnjava Veli Kaštio. Ves ta obrambni sistem so Dubrovčani gradili v letih 1333 do 1503.
V rimski dobi se je današnji Ston imenoval Turris Stagni. Na griču Starigrad nad naseljem so ohranjeni temelji rimske utrdbe. Drugo rimsko in kasneje zgodnjesrednjeveško naselje pa je bilo postavljeno na griču sv. Mihajla in na ravnici pod njem. Današnji Ston je bil osnovan leta 1333.

## Demografija
| Pregled števila prebivalcev po letih | Pregled števila prebivalcev po letih | Pregled števila prebivalcev po letih | Pregled števila prebivalcev po letih | Pregled števila prebivalcev po letih | Pregled števila prebivalcev po letih | Pregled števila prebivalcev po letih | Pregled števila prebivalcev po letih | Pregled števila prebivalcev po letih | Pregled števila prebivalcev po letih | Pregled števila prebivalcev po letih | Pregled števila prebivalcev po letih | Pregled števila prebivalcev po letih | Pregled števila prebivalcev po letih | Pregled števila prebivalcev po letih |      |
| ------------------------------------ | ------------------------------------ | ------------------------------------ | ------------------------------------ | ------------------------------------ | ------------------------------------ | ------------------------------------ | ------------------------------------ | ------------------------------------ | ------------------------------------ | ------------------------------------ | ------------------------------------ | ------------------------------------ | ------------------------------------ | ------------------------------------ | ---- |
| 1857                                 | 1869                                 | 1880                                 | 1890                                 | 1900                                 | 1910                                 | 1921                                 | 1931                                 | 1948                                 | 1953                                 | 1961                                 | 1971                                 | 1981                                 | 1991                                 | 2011                                 | 2021 |
| 428                                  | 648                                  | 378                                  | 472                                  | 503                                  | 485                                  | 420                                  | 470                                  | 357                                  | 469                                  | 562                                  | 430                                  | 543                                  | 581                                  | 2407                                 | 2494 |